# Тамбовская область

Физическая карта Тамбовской области

Тамбо́вская о́бласть — субъект Российской Федерации, входит в состав Центрального федерального округа. Центрально-Чернозёмный экономический район. Административный центр — город Тамбов.
Тамбовская область лежит в южной части Восточно-Европейской равнины, в центральной части Окско-Донской равнины. 
Граничит с областями: на севере — с Рязанской, на востоке — Пензенской, на юго-востоке — с Саратовской, на юге — с Воронежской и на западе — с Липецкой. Образована 27 сентября 1937 года.
Награждена 22 июня 1967 года орденом Ленина.

## Физико-географическая характеристика

### География
Тамбовская область лежит в южной части Восточно-Европейской равнины, в центральной части Окско-Донской равнины.

### Рельеф
Область занимает центральную часть Окско-Донской (Тамбовской) равнины (высота до 219 м). Рельеф пологоволнистый, расчленённый балками и оврагами.

### Полезные ископаемые
- Месторождение «Центральное» — 887 млн м³ ильменит—рутил—циркониевых песков с 4 % содержанием металлов и, возможно, промышленным содержанием золота около села Никольское Рассказовского района.
- Фосфориты, строительные материалы, минеральные краски, торф. Наиболее известные месторождения песка — Тамбовское, Полковское[6].

### Гидрография
По территории области протекает около 1400 рек, речек и ручьёв. Наиболее значительные реки — Цна (бассейн Волги), Ворона, Битюг, Воронеж и Савала (бассейн Дона). Водные ресурсы включают также порядка 900 прудов и водохранилищ с общим объёмом воды 534,5 млн м³.

### Климат
Климат Тамбовской области умеренно континентальный. Средняя температура января −8 −9, июля +19 +20. Осадков в среднем за год выпадает от 450 до 550 мм. Юго-восточные районы области лежат южнее оси Воейкова, и разница в климате особенно заметна в холодный период.

### Экосистема
Тамбовская область расположена в зоне лесостепи.
Почвы — чернозёмы типичные мощные, на юге — выщелоченные, на севере — серые лесные почвы. По долинам и балкам — лугово-чернозёмные и торфяно-болотные.
Леса (основные породы — сосна, дуб, клён, липа, ясень, берёза, осина) занимают около 10 % территории.
Сохранились волк, лось, кабан, заяц-русак, лисица, хорёк, грызуны.
На территории Тамбовской области находится Воронинский заповедник.

## История
С VI века нашей эры в том числе и на территории сегодняшней Тамбовской области как народность из местных этнических групп стала формироваться мордва-мокша. Первые русские переселенцы появились здесь ещё в домонгольское время, но окончательное заселение произошло в XVII веке. Для защиты рубежей юга Российского царства от набегов татар и дальнейшего освоения Черноземья русское правительство строило города-крепости Козлов (1635 год) и Тамбов (1636 год). Они надёжно перекрыли основные пути набегов кочевников на русские земли и открыли возможность для быстрого заселения края.
Первоначально на Тамбовщине существовали Тамбовский и Козловский уезды. В ходе административных реформ Петра I в 1708 и 1719 годах они вошли в состав Азовской (Воронежской) губернии. В 1779 году по новому административному делению возникает Тамбовское наместничество, а с 1796 года — Тамбовская губерния площадью 66,5 тыс. км² с 12 уездами. Почти без изменений она сохранилась до 1928 года.
Во время Гражданской войны в губернии вспыхнуло антибольшевистское Тамбовское восстание (1920—1921) антоновцев, вызванное антибольшевистскими настроениями, действиями продотрядов, а также засухой и неурожаем. Повстанцы оставались верными идеалам Февральской революции и требовали созыва Учредительного собрания. Также на короткое время была образована Временная Демократическая Республика Тамбовского Партизанского Края. Но вскоре восстание сошло на нет. В ходе его подавления большевиками было применено химическое оружие.
16 июля 1928 года состоялся переход на областное, окружное и районное административное деление. На территории бывших Воронежской, Курской, Орловской и Тамбовской губерний была создана Центрально-Чернозёмная область (ЦЧО). Тамбов стал административным центром Тамбовского округа (ликвидирован в 1930 году).
13 июня 1934 года Центрально-Чернозёмная область была разделена на Курскую и Воронежскую области.
27 сентября 1937 года из состава Воронежской и Куйбышевской областей постановлением ЦИК СССР выделена самостоятельная Тамбовская область. 15 января 1938 года Верховный Совет СССР утвердил создание области. Через полгода Верховный Совет РСФСР подтвердил данное решение.
При образовании области в её состав были включены: из Воронежской области — города Тамбов, Мичуринск, Алгасовский, Бондарский, Гавриловский, Глазковский, Дегтянский, Земетчинский, Избердеевский, Инжавинский, Кирсановский, Красивский, Лысогорский, Мичуринский, Моршанский, Никифоровский, Пичаевский, Платоновский, Покрово-Марфинский, Ракшинский, Рассказовский, Рудовский, Сампурский, Соседский, Тамбовский, Умётский, Хоботовский, Юрловский районы, из Куйбышевской области — город Пенза, Башмаковский, Бедно-Демьяновский, Бессоновский, Больше-Вьясский, Голицинский, Головинщинский, Городищенский, Иссинский, Каменский, Керенский, Кондольский, Лунинский, Моршанский, Наровчатский, Нижне-Ломовский, Пачелмский, Поимский, Рамзаевский, Свищевский, Телегинский, Чембарский, Шемышейский районы.
4 февраля 1939 года Указом Президиума Верховного Совета СССР город Пенза, Башмаковский, Бедно-Демьяновский, Бессоновский, Больше-Вьясский. Голицынский, Головинщинский, Городищенский, Земетчинский, Иссинский, Каменский, Керенский, Кондольский, Лунинский, Моршанский, Наровчатский, Нижне-Ломовский, Пачелмский, Поимский, Свищевский, Соседский, Телегинский, Терновский, Чембарский и Шемышейский районы перечислены в состав вновь образуемой Пензенской области.
Указом Президиума Верховного Совета СССР от 6 января 1954 года из состава Тамбовской области в состав новообразованной Балашовской области была включена юго-восточная часть области. После упразднения Балашовской области Указом Президиума Верховного Совета РСФСР от 19 ноября 1957 года эта территория была возвращена в состав Тамбовской области.
10 октября 2017 года Банк России выпустила памятную 10-рублёвую монету, посвящённую Тамбовской области.

## Население
Численность населения области по данным Росстата составляет 946 657 чел. (2025). Плотность населения — 27,47 чел./км² (2025). Городское население — 
62,29 % (2022).

### Урбанизация
Всё и городское население (его доля) по данным всесоюзных и всероссийских переписей:

### Национальный состав населения
| Год переписи                   | 1989             | 2002               | 2010               |
| ------------------------------ | ---------------- | ------------------ | ------------------ |
| Лица, указавшие национальность | 1322372 (100 %)  | ↘ 1173748 (100 %)  | ↘ 1069286 (100 %)  |
| Русские                        | 1285924 (97,2 %) | ↘ 1136864 (96,9 %) | ↘ 1037097 (97,0 %) |
| Украинцы                       | 13688 (1,0 %)    | ↘ 10809 (0,9 %)    | ↘ 7263 (0,7 %)     |
| Армяне                         | 1074 (0,1 %)     | ↗ 4326 (0,4 %)     | ↗ 4544 (0,4 %)     |
| Цыгане                         | 3117 (0,2 %)     | ↘ 2957 (0,3 %)     | ↗ 4120 (0,4 %)     |
| Езиды                          | 3230 (0,2 %)     | ↗ 5327 (0,5 %)     | ↗ 6262 (0,6 %)     |

По итогам переписи населения 2020 года проживали следующие национальности (национальности менее 0,1 % и другое, см. в сноске к строке «Другие»):
| Национальность | Численность, чел. | Доля     |
| -------------- | ----------------- | -------- |
| Русские        | 866 291           | 88,13 %  |
| Цыгане         | 5290              | 0,54 %   |
| Армяне         | 3740              | 0,38 %   |
| Украинцы       | 2845              | 0,29 %   |
| Таджики        | 2125              | 0,22 %   |
| Азербайджанцы  | 1574              | 0,16 %   |
| Татары         | 1473              | 0,15 %   |
| Узбеки         | 1461              | 0,15 %   |
| Езиды          | 1439              | 0,15 %   |
| Другие         | 96 753            | 9,83 %   |
| Итого          | 982 991           | 100,00 % |

## Административно-территориальное деление

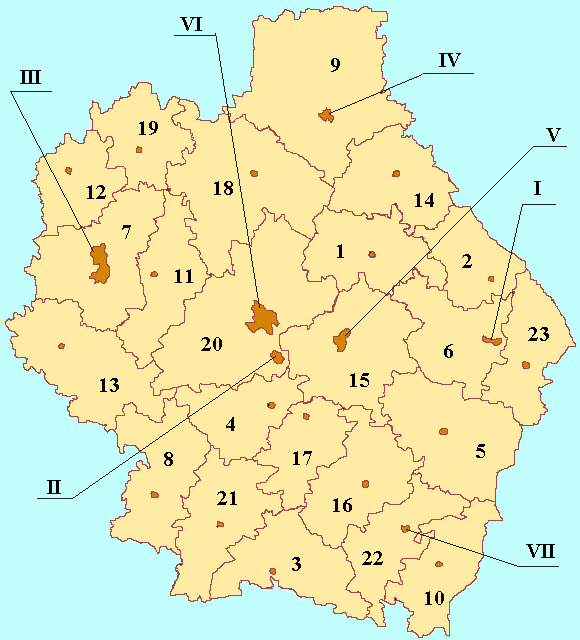
Административное деление Тамбовской области

Административно-территориальное устройство
Согласно Уставу области административно-территориальными образованиями региона являются округа и города. Административный центр — город Тамбов.
Муниципальное устройство
В рамках муниципального устройства Тамбовщины, в границах административно-территориальных образований области образовано 30 муниципальных образований , в том числе:
- 7 городских округов
- 23 муниципальных округа

Города областного значения (городские округа) и округа (муниципальные округа)
| №   | Герб/ Флаг | Название             | Административный центр | Площадь, км² | Население, чел. | Плотность населения, чел./км² |
| --- | ---------- | -------------------- | ---------------------- | ------------ | --------------- | ----------------------------- |
| I   |            | г. Кирсанов          | г. Кирсанов            |              | ↗16 164         |                               |
| II  |            | г. Котовск           | г. Котовск             |              | ↘26 694         |                               |
| III |            | г. Мичуринск         | г. Мичуринск           |              | ↘87 914         |                               |
| IV  |            | г. Моршанск          | г. Моршанск            |              | ↗39 023         |                               |
| V   |            | г. Рассказово        | г. Рассказово          |              | ↗47 644         |                               |
| VI  |            | г. Тамбов            | г. Тамбов              |              | ↗287 226        |                               |
| VII |            | г. Уварово           | г. Уварово             |              | ↘22 754         |                               |
| 1   |            | Бондарский округ     | с. Бондари             | 1 254        | ↘8624           | 9,5                           |
| 2   |            | Гавриловский округ   | с. Гавриловка 2-я      | 995          | ↘9644           | 11,0                          |
| 3   |            | Жердевский округ     | г. Жердевка            | 1 397        | ↘25 622         | 20,3                          |
| 4   |            | Знаменский округ     | пгт Знаменка           | 1 102        | ↘14 476         | 16,0                          |
| 5   |            | Инжавинский округ    | пгт Инжавино           | 1 835        | ↘17 793         | 11,4                          |
| 6   |            | Кирсановский округ   | г. Кирсанов            | 1 308        | ↘18 370         | 15,5                          |
| 7   |            | Мичуринский округ    | г. Мичуринск           | 1 655        | ↗32 376         | 20,4                          |
| 8   |            | Мордовский округ     | пгт Мордово            | 1 455        | ↘13 933         | 12,0                          |
| 9   |            | Моршанский округ     | г. Моршанск            | 2 880        | ↗31 904         | 10,9                          |
| 10  |            | Мучкапский округ     | пгт Мучкапский         | 1 181        | ↘10 443         | 11,7                          |
| 11  |            | Никифоровский округ  | пгт Дмитриевка         | 1 192        | ↗16 232         | 15,5                          |
| 12  |            | Первомайский округ   | пгт Первомайский       | 941          | ↘24 319         | 29,4                          |
| 13  |            | Петровский округ     | с. Петровское          | 1 779        | ↘14 162         | 9,8                           |
| 14  |            | Пичаевский округ     | с. Пичаево             | 1 294        | ↘11 039         | 10,4                          |
| 15  |            | Рассказовский округ  | г. Рассказово          | 1 802        | ↗20 852         | 11,8                          |
| 16  |            | Ржаксинский округ    | пгт Ржакса             | 1 415        | ↘14 569         | 11,8                          |
| 17  |            | Сампурский округ     | пос. Сатинка           | 1 008        | ↗12 093         | 12,8                          |
| 18  |            | Сосновский округ     | пгт Сосновка           | 2 382        | ↘25 261         | 12,4                          |
| 19  |            | Староюрьевский округ | с. Староюрьево         | 1 008        | ↗11 506         | 13,2                          |
| 20  |            | Тамбовский округ     | г. Тамбов              | 2 632        | ↗109 716        | 40,0                          |
| 21  |            | Токарёвский округ    | пгт Токарёвка          | 1 434        | ↗15 248         | 11,6                          |
| 22  |            | Уваровский округ     | г. Уварово             | 1 141        | ↘8997           | 9,0                           |
| 23  |            | Умётский округ       | пгт Умёт               | 1 097        | ↘9760           | 10,0                          |

## Населённые пункты
Населённые пункты с численностью населения более 5000 человек
| Тамбов     | ↘254 940 |
| Мичуринск  | ↘87 914  |
| Рассказово | ↗47 644  |
| Моршанск   | ↗39 023  |
| Котовск    | ↘26 694  |
| Уварово    | ↘22 754  |
| Строитель  | ↗19 647  |

| Кирсанов     | ↗16 164 |
| Жердевка     | ↘13 883 |
| Первомайский | ↘10 674 |
| Сосновка     | ↘7517   |
| Инжавино     | ↘7738   |
| Дмитриевка   | ↘6888   |
| Токарёвка    | ↘6420   |

| Староюрьево         | ↘5356 |
| Мучкапский          | ↘5631 |
| Заворонежское       | ↗6235 |
| Петровское          | ↘5271 |
| Мордово             | ↘5456 |
| Покрово-Пригородное | ↘4806 |
| Знаменка            | ↗5525 |

## Органы власти
Временно исполняющий обязанности главы администрации Тамбовской области с 4 ноября 2024 года — Евгений Алексеевич Первышов.
С 17 по 19 сентября 2021 года состоялись выборы в Тамбовскую областную думу. 25 мест распределялись по партийным спискам и 25 — по одномандатным округам. Места по итогам выборов распределились следующим образом:
- Единая Россия — 42 места из 50
- Родина — 3 места
- КПРФ — 3 места
- ЛДПР — 1 место
- Справедливая Россия — 1 место.

## Экономика

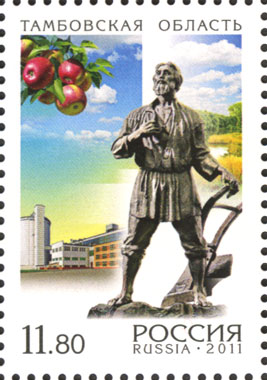
Сахарный завод «Никифоровский», яблоки селекции ВНИИ садоводства имени И. В. Мичурина, Памятник тамбовскому мужику и река Цна на почтовой марке России 2011 года из серии «Россия. Регионы», посвящённой Тамбовской области

### Промышленность
Тамбовская область, являющаяся одним из ведущих секторов региональной экономики, и в значительной мере определяющая социально-экономическую ситуацию, представлена добывающими и обрабатывающими производствами, производством и распределением электроэнергии, газа и воды. В структуре валовой добавленной стоимости на долю промышленности в 2011 году приходилось 13,9 %.
На территории области более 1,7 тысячи предприятий и производств осуществляют промышленное производство. Здесь трудится 16 % от среднегодовой численности, занятых в экономике. На их долю приходится третья часть от общего оборота предприятий и организаций области, 13,2 % от стоимости основных фондов; они же обеспечивают почти треть налоговых поступлений в бюджетную систему.
Специфику и значимость промышленного производства в регионе в большей степени определяют обрабатывающие производства. Динамичное развитие обрабатывающих производств оказывает позитивное влияние на развитие конкуренции, насыщение товарного рынка продукцией и услуг, создание новых рабочих мест и снижение напряжённости на рынке труда.
Динамику развития обрабатывающих производств области в основном определяют шесть видов экономической деятельности, на которые в 2012 году приходилось более 88 % общего объёма отгруженных товаров собственного производства, выполненных работ и услуг собственными силами: производство пищевых продуктов, включая напитки, и табака (46,3 %), производство электрооборудования, электронного и оптического оборудования (13,0 %), производство машин и оборудования (7,7 %), производство транспортных средств и оборудования (8,8 %), химическое производство (6,2 %), производство прочих неметаллических минеральных продуктов (6,2 %).
Некоторые виды продукции, выпускаемые в области, занимают значительную долю в общероссийском производстве. Так, в 2012 году в области выпускалось 23,2 % общероссийского производства красителей органических синтетических и лаков цветных (пигментных); 17,2 % — нетканых материалов; 11,4 % — домов деревянных заводского изготовления; шлаковаты и ваты минеральной — 11,9 %; хромовых кожтоваров — 2,3 %, тканей готовых шерстяных − 7,5 %, сахара-песка из всех видов сырья — 8,7 %; этилового спирта из пищевого сырья — 6,5 %, растительного масла — 2,0 %; сыров и продуктов сырных — 2,3 %, мяса и продуктов пищевой домашней птицы — 2,6 %.
В области динамично развивается малый бизнес как основа современной экономической системы. Из 8598 малых предприятий области 40,6 % функционируют в оптовой и розничной торговле, ремонте автотранспортных средств, мотоциклов, бытовых изделий и предметов личного пользования. В сфере промышленного производства (добыча полезных ископаемых, обрабатывающие производства, производство и распределение электроэнергии, газа и воды) действует 10,4 % малых предприятий, в строительстве — 12,1 %, в сфере транспорта и связи — 4,8 %, в сфере операций с недвижимым имуществом, аренды и предоставления услуг — 15,9 %. На малых предприятиях трудится около 62,7 тыс. человек. Постоянно растёт количество индивидуальных предпринимателей и в настоящее время их насчитывается более 25,9 тыс. человек.
Участники внешнеэкономической деятельности области ведут взаимную торговлю с партнёрами из 56 стран, в том числе из 8 стран СНГ.
Основные виды товаров, экспортируемых из региона: продовольственные товары и сырье для их производства, продукция нефтехимического комплекса, древесина и изделия, включая печатную продукцию, чёрные и цветные металлы, изделия из них, машиностроительная продукция.
Основные страны — партнёры по экспорту: Литва, Латвия, Германия, Бельгия, Босния и Герцеговина, Куба, Турция, Дания, Италия, Нидерланды, Польша, Израиль, Испания, Португалия, Афганистан, Венгрия, Иран, Франция, Эстония, Болгария.
Основные виды товаров, импортируемых в регион: продовольственные товары и сырье для их производства, продукция топливно — энергетического комплекса, продукция нефтехимического комплекса, чёрные и цветные металлы, изделия из них, машиностроительная продукция, текстильные материалы.
Основные страны — партнёры по импорту: Бразилия, Китай, Гватемала, Германия, Дания, Чехия, Италия, Бельгия, Латвия, Израиль, Нидерланды, Польша, Индия, Австрия, Корея, Франция, Финляндия, Швеция, Португалия, Турция, Испания, США.
В 2017 году в области ввели в действие 54,8 километра автомобильных дорог. Построено 2 новых моста, 2 станции технического обслуживания легковых автомобилей, 1 автозаправка и надземный пешеходный переход.
Мощности торговых предприятий увеличились на 12,2 тысячи квадратных метров торговой площади, увеличено число предприятий общественного питания на 284 посадочных места.
В социально-культурной сфере в 2017 году в области увеличилось количество общеобразовательных организаций, прибавилось 2425 ученических мест, больничные организации могут принять дополнительно 324 человек в стационары, стадионы расширили свои возможности и смогут принять больше на 1501 болельщика.
В Тамбовском и Мичуринском районах построены новые амбулаторно-поликлинические организации на 20 посещений в смену; в Мичуринске окрыт плавательный бассейн (длина дорожек 25 и 50 м) и часовня; в Моршанске, Знаменском и Инжавинском районах обустроены новые футбольные поля и игровые площадки. В Моршанском и Уваровском районах построены два храма.

### Энергетика
По состоянию на конец 2020 года на территории Тамбовской области эксплуатировались одиннадцать тепловых электростанций общей мощностью 343,2 МВт. В 2020 году они произвели 951 млн кВт·ч электроэнергии

### Сельское хозяйство
Агропромышленный комплекс и его базовая отрасль — сельское хозяйство является ведущим сектором экономики региона, его доля в ВРП составляет около 16 %.
На национальном рынке продукции растениеводства производственная доля региона в 2021 году составила: по зерну — 2,9 %, подсолнечнику — 6,5 %, по сахарной свёкле — 8,6 %.
Сельхозпредприятия являются основными производителями зерна (76,9 %), сахарной свёклы (89,4 %) и подсолнечника (70,8 %).
В области на 1 января 2013 года, по данным Росреестра, насчитывалось 2469 крестьянских (фермерских) хозяйств с общим земельным наделом 449,4 тыс. гектаров земли, или в среднем по 182 гектаров на одно хозяйство. Доля фермерских хозяйств в общем объёме валовой сельскохозяйственной продукции области составляет 12,3 % (в 1999 году — 2 %).
В области на 1 января 2013 года насчитывалось 275,9 тысяч личных подсобных хозяйств с общим земельным наделом 104,8 тыс. га земли (в среднем 0,38 га на одну семью), которыми производилось около 30 % всей продукции, в том числе мяса — 29,5 %, молока — 70,5 %, около 57 % яиц, 86,9 % овощей и 87,2 % картофеля.
В области произведено:
| Наименование продукции            | 2006   | 2008   | 2010   | 2012   | 2021   |
| --------------------------------- | ------ | ------ | ------ | ------ | ------ |
| Молоко, тыс. т.                   | 281,6  | 270,9  | 232,9  | 221,0  | 188,6  |
| Мясо, тыс. т.                     | 87,1   | 87,5   | 100,4  | 204,4  | 627,4  |
| Яйца, млн шт.                     | 287,6  | 212,9  | 223,7  | 227,9  | 105,6  |
| Зерно, тыс. т.                    | 1695,5 | 2869,7 | 925,6  | 1866   | 3486,7 |
| Сахарная свёкла, тыс. т.          | 2748,6 | 2758,2 | 1905,9 | 4304,4 | 3334,2 |
| Картофель, тыс. т.                | 522,3  | 432,1  | 221,5  | 572,6  | 304,6  |
| Овощи, тыс. т.                    | 155,4  | 138,6  | 130,9  | 145,4  | 116,2  |
| Кукуруза (зелёная масса), тыс. т. | 258,1  | 164,3  | 93,5   | 150,0  | 820,8  |

Валовое производство продукции сельского хозяйства:
| Год       | 2000    | 2005     | 2008     | 2009     | 2010     | 2011     | 2012     | 2021    |
| Млн. руб. | 8 797,9 | 18 450,4 | 35 552,4 | 37 384,9 | 36 647,4 | 51 961,7 | 55 425,9 | 212 800 |

В сельском хозяйстве региона производится 15,9 % валового регионального продукта. В селе проживает более 41 % населения области. Основное богатство региона — чернозёмные почвы. Земельный фонд области включает более 3,4 млн га, в его структуре преобладают сельскохозяйственные угодья (78,9 %), из которых на долю чернозёмов приходится 87 %.
Учитывая это, развитие агропромышленного комплекса признано приоритетным направлением развития региона.
В 2020 году урожай зерновых и зернобобовых культур составил 5,1 млн тонн (в 2019 году на данную дату было собрано 3,5 млн тонн), при урожайности более 46 ц/га. На 12 ноября убрано 98 % посевных площадей зерновых культур, завершается уборка кукурузы.
По итогам 2012 года стоимость валовой продукции сельского хозяйства составила 55,4 млрд рублей, объём отгруженной продукции перерабатывающей промышленности составил 39,4 млрд рублей. Индекс стоимости валовой продукции сельского хозяйства к 2010 году 107,9 %, в том числе продукции растениеводства — 209,4 %, продукции животноводства — 103,0 %, перерабатывающей промышленности — 122,8 %.
Значительный рост производства по всем видам продукции позволил не только перекрыть результаты неблагоприятного 2010 года, но и нарастить ежегодные темпы роста производства продукции сельского хозяйства в Тамбовской области. За период с 2006 по 2012 год в целом по сельскому хозяйству прирост составил 29,2 %, среднегодовой темп роста 106,6 %, что выше показателей в среднем по России и Центральному Федеральному округу. Объём инвестиций в АПК области за 2012 год составил более 25 млрд рублей. За последние годы рост более чем в 3 раза. В 2012 году объём инвестиций составит более 28 млрд рублей. Средства инвесторов направлены на строительство животноводческих комплексов по производству мяса свинины и птицы, молочных комплексов, элеваторных мощностей по хранению и переработке зерна.
В растениеводстве основные усилия аграриев направлены на увеличение производства продукции, повышение её качества за счёт внедрения высокопродуктивных сортов и более широкого применения современных ресурсосберегающих технологий.
Из федерального и областного бюджетов сельскохозяйственным товаропроизводителям субсидируются затраты на приобретение минеральных удобрений, элитных семян, страхование посевов, проведение работ по раскорчёвке погибших многолетних насаждений и закладке новых. Всего на данные цели в 2011 году направлено более 412,2 млн рублей.
Животноводство
- Мясное животноводство является одной из наиболее динамично развивающихся отраслей агропромышленного комплекса. Поголовье свиней в Тамбовской области (в хозяйствах всех категорий) на 1 января 2013 года составило 484 тысячи голов, что в 2,6 раза выше аналогичного показателя на 1 января 2009 года. Более значительно увеличилось поголовье свиней в сельскохозяйственных организациях — с 43,9 тыс. (на 1 января 2009г) до 384 тыс. голов (на 1 января 2013г), то есть, в 8,75 раза. Производство мяса на убой в живом весе возросло за период 2009—2012 гг. в 2,25 раза, а в сельскохозяйственных предприятиях — почти в 12 раз. За 2012 год объём производства мяса в Тамбовской области составил 204,4 тыс. тонн или 189,7 % к уровню прошлого года. Темп роста производства мяса в области выше аналогичного показателя в РФ на 83,6 процентных пункта.

На долю продукции животноводства приходится 43,5 % от валового объёма производства продукции сельского хозяйства. В 2021 году доля продукции животноводства 33,6 %.
По состоянию на 01.01.2022 сложилась следующая структура численности основных видов скота в хозяйствах всех категорий:
крупный рогатый скот — 84,0 тыс. голов (91,9 % к 01.01.2021), в том числе коровы — 35,7 тыс. голов (97,1 % к 01.01.2021); свиньи — 1145,9 тыс. голов (98,1 % к 01.01.2021); овцы и козы — 58,8 тыс. голов (89,5 % к 01.01.2021).
В последние годы интенсивными темпами идёт наращивание объёмов производства мяса птицы и свинины. По итогам 2021 года произведено 365,4 тыс. тонн мяса птицы (удельный вес в общем объеме производства мяса в области — 58,2 %) и 241,4 тыс. тонн свинины (удельный вес в общем объеме производства мяса в области — 38,5 %). Всего по итогам года в хозяйствах всех категорий произведено мяса на убой (в живом весе) 627,4 тыс. тонн (100,5 % к 2020 г.).
Производство мяса (в живом весе) за 2020 год в крупных, средних и малых сельхозорганизациях области составило 588,5 тыс. тонн (+11,9 %). В том числе говядины 3,6 тыс. тонн (+3,6 %), птицы 326,3 тыс. тонн (+7,7 %), свинины 258,8 тыс. тонн (+12,2 %), овец и коз − 53 тонны (-16,1 %).
Производство молока в 2021 году составило 188,6 тыс. тонн (98,0 % к уровню 2020 года). В сельскохозяйственных организациях отмечается рост продуктивности дойного стада: надой молока на одну фуражную корову составил 6858 кг (104,0 % к уровню 2020 года). В 2021 году 11 хозяйств области закупили 982 головы племенного молодняка крупного рогатого скота молочного направления.
Наблюдалось снижение объёмов производства яйца в хозяйствах населения (на 6,2 %) и в КФХ (на 35,9 %), что обусловлено ликвидацией нескольких КФХ и технологическими процессами по замене кур-несушек (был смещён срок завоза поголовья). В сельхозпредприятиях по итогам года произведено 15,7 млн штук яиц (101,2 % к уровню 2020 года).
На 1 января 2021 г. в крупных, средних и малых сельхозорганизациях области поголовье крупного рогатого скота составило 30,1 тыс. голов(-2,9 %), в том числе коров — 12,5 тыс. голов (-0,3 %), свиней — 1120,6 тыс. голов (-6,6 %), овец и коз — 5,5 тыс. голов (+15,0 %), лошадей — 0,3 тыс. голов (-2,8 %), птицы — 13,1 млн голов (+16,4 %).
Сельхозпроизводителям Тамбовской области (фермеры КФХ и ИП, кроме граждан ЛПХ) предоставляются субсидии для приобретения племенных нетелей и быков-производителей в размере до 90.000 рублей за каждую голову (до 70 % от стоимости).
Растениеводство
Валовой сбор зерновых в 2012 году составил 1866 тыс. тонн. В ближайшие годы планируется довести объём производства зерна в области до 4 млн тонн.
В 2020 году валовой сбор зерна составил 5,2 млн тонн, впервые за всю историю региона. Урожайность зерновых достигла 47 ц/га, что в 1,6 раза превышает средний показатель по России. Урожайность подсолнечника (23 ц/га) превышает среднероссийскую в 1,4 раза.
Урожайность кукурузы в 2019 году составляет 68,7 ц/га.
- Сахарная свекла. За счёт применения современных ресурсосберегающих технологий в 2011 году получены наивысшие валовые сборы и урожайность сахарной свёклы, и подсолнечника за всю историю области. Урожайность сахарной свёклы 436,5 ц/га, подсолнечника 16,8 ц/га. Валовой сбор сахарной свеклы в 2011 году составил 5,1 млн тонн (в 2,7 раза выше уровня 2010 года), что составляет более 11 % от валового производства сахарной свёклы Российской Федерации.
- Валовой сбор картофеля в 2012 году составил 572,6 тыс. тонн, овощей собрано 145,4 тыс. тонн.

В регионе возделывают также подсолнечник, кормовые культуры. Развито садоводство. На базе переработки зерна и картофеля производятся спирт, крахмал и патока.
Садоводство
С 2016 года в Тамбовской области посажено более 3,5 тысяч гектаров новых садов интенсивного типа. В садоводческой сфере региона работает 12 хозяйств. Самые большие площади плодоносящих садов имеют ОАО «Дубовое», ООО «Снежеток», ОАО "Плодопитомник «Жердевский».
В 2021 году садоводами области раскорчёвано 175 га старых садов, осуществлена закладка 446,5 га новых садов, уходные работы осуществлялись на 1625,41 га многолетних насаждений.
При закладке новых садов сельхозтоваропроизводители делают акцент на развитии интенсивного садоводства. Высокоплотные сады увеличивают экономическую эффективность производства более чем в 2 раза, поскольку являются сверхпродуктивными, позволяют увеличить производительность труда и минимизировать издержки на обслуживание и удобрения. Доля интенсивных садов общей площади садов, заложенных в 2021 году, достигает 89,6 % (399,86 га).
На 26.10.2022 валовой сбор яблок 14 тыс. тонн. Урожай собран с 87 % плодоносящих садов (1456 га). Урожайность — 96 ц/га. Наибольшая урожайность яблок в садах Жердевского района — 292 ц/га.
| тыс. гектар | 2437 | 2068,3 | 1766,9 | 1360,3 | 1282,1 | 1426,7 | 1757,1 |

### Промышленность
Машиностроение (производство химического оборудования, комплектующие детали и запасные части к автомобилям и тракторам, оборудование для текстильной промышленности, приборостроение, бытовые холодильники, кузнечно-прессовые машины), химическая, лёгкая, пищевая (сахарная, мясная, мукомольно-крупяная, маслобойная, консервная).
Производство:
- сахар — 564,6 тыс. тонн;
- вывозка древесины — 116 тыс. м³;
- пиломатериалов — 67 тыс. м³.

Сахароварение: На землях области действуют несколько сахарных заводов, самый мощный в России с суточной производительностью в 20000 т. принадлежащий ГК АСБ, находится в г. Кирсанове. Никифоровский сахарный завод компании Русагро  расположен в Никифоровском районе в р. п. Дмитриевка, сейчас в среднем перерабатывает 6 тысяч тонн сахарной свёклы в сутки, 130—150 тыс. тн сахара-сырца ежегодно. Также до мощности 6000 тысяч тонн свёклы в сутки модернизирован Жердевский сахарный завод.
- ЗАО «Фарадей» — предприятие по производству специальной обуви, поставщик вещевого имущества для силовых структур.
- ООО «Котовский завод нетканых материалов» — производитель нетканых материалов для строительства, сельского хозяйства, медицины, швейной и мебельной промышленности.
- Тамбовский завод «Комсомолец им. Н. С. Артёмова» «ЗАВКОМ» — производитель промышленного ёмкостного, теплообменного, колонного оборудования из коррозионностойких и углеродистых сталей, алюминия и биметалла.
- АО «Первомайскхиммаш» — производитель химического, нефтепромыслового и сажевого оборудования.
- Тамбовский вагоноремонтный завод — филиал АО «Вагонреммаш» — вагоноремонтная компания по капитальному и капитально-восстановительному ремонтам пассажирских вагонов всех типов и отдельных типов грузовых вагонов.
- АО «Мичуринский локомотиворемонтный завод „Милорем“» — промышленное предприятие выполняющее полный цикл работ по ремонту и модернизации тепловозов.
- АО «Корпорация „Росхимзащита“» — предприятие по разработке и производству средств эффективного противодействия техногенным и природным факторам — изолирующих индивидуальных и коллективных средств защиты органов дыхания на основе химически связанного кислорода.
- АО «Тамбовмаш» — предприятие по производству средств защиты органов дыхания (включая производство дыхательных аппаратов на сжатом воздухе).
- ПАО «Пигмент» — предприятие по производству органических пигментов, красителей, лакокрасочных материалов, синтетических смол, оптических отбеливателей.
- «Мичуринский завод „Прогресс“» — завод оборудования для систем управления авиационной техникой.

### Жилищно-коммунальное хозяйство
Жилищно-коммунальное хозяйство области на сегодняшний день насчитывает 265 организаций коммунального комплекса, предоставляющих услуги тепло-, газо-, электро-, водоснабжения и водоотведения. В них работает около 17 тысяч человек.
230 организаций коммунального комплекса являются частными, что составляет 86,8 % от общего количества.
На территории области работают крупные системные операторы. В их числе ОАО «Тамбовские коммунальные системы», «Тамбовская сетевая компания», «Тамбовская областная сбытовая компания» и «Тамбовская энергосбытовая компания», филиал ОАО «Квадра» — «Восточная региональная генерация», ООО «Тамбовская тепловая компания».
Из общего объёма услуг в 2011 году ими реализовано 57,3 % воды, около 80 % тепловой энергии.
Общая площадь жилищного фонда области, по состоянию на 1 января 2011 года, составляет 26260,9 тысяч квадратных метров, в том числе 12306,2 тысяч квадратных метров — площадь многоквартирных домов.

### Транспорт

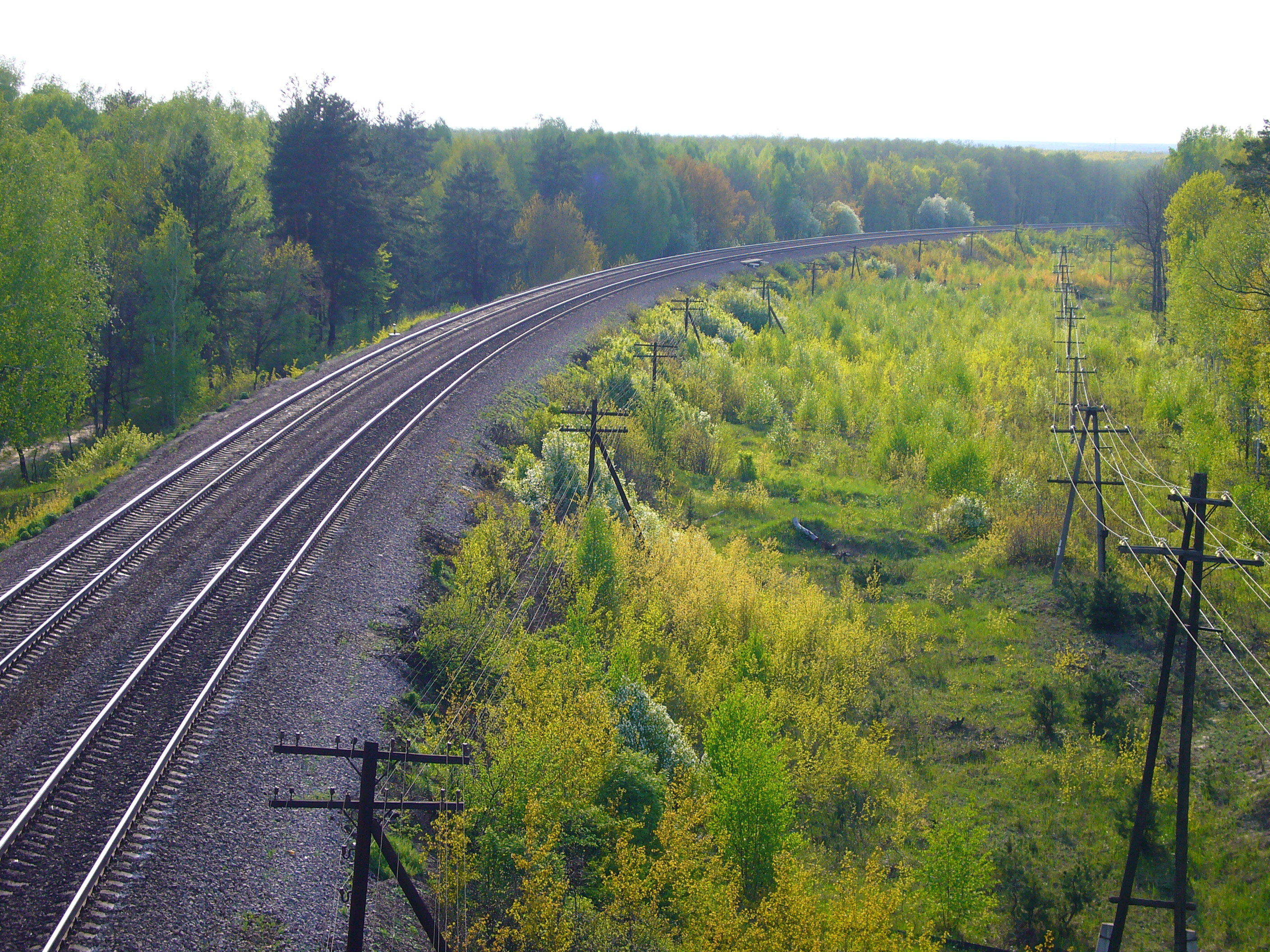
Железная дорога в Тамбовской области

Основная железнодорожная магистраль Юго-Восточной железной дороги, связывающая центр с южными регионами, проходит в западной части через город Мичуринск, кроме того, область пересекают несколько других линий ЮВжд: двухпутная неэлектрифицированная Мичуринск — Тамбов — Ртищево, однопутные: Грязи — Поворино, Тамбов — Балашов и ветвь Богоявленск — Челновая, а также Ряжск — Моршанск — Пенза (Куйбышевская железная дорога).
Основная автомобильная магистраль Р22 «Каспий» Москва — Астрахань — (до 2018 г.М6 «Каспий»), проходящая вблизи Мичуринска и Тамбова, через Жердевский район, и связывающая центр с Волгоградской и Астраханской областями, Калмыкией.
Кроме того, по территории региона проходят федеральные трассы: 1Р−119 Орел-Ливны-Елец-Липецк-Тамбов, 1Р-193 Воронеж-Тамбов, 1р-208, 209 Тамбов-Пенза, Северный и Южный обходы г. Тамбова.
Для области значимо и Моршанское шоссе «Тамбов—Моршанск—Шацк» как выход на автомагистраль М5.
Ранее по реке Цна для малых речных судов из сети европейской части России был доступен и центр региона город Тамбов.
Вблизи Тамбова в селе Донское находится аэропорт местных авиалиний. В настоящее время выполняются регулярные авиарейсы по маршрутам «Тамбов — Москва — Тамбов», «Тамбов — Санкт-Петербург — Тамбов», «Тамбов — Анапа — Тамбов», «Тамбов — Сочи — Тамбов».
На северо-западе, в посёлке Первомайский, крупная компрессорная станция на газопроводе «Уренгой — Помары — Ужгород», нитка на Моршанск от газопровода «Средняя Азия—Центр».
В центральной части области проходят нефтепродуктопроводы «Самара—Сумы» и «Самара—Ужгород», а также крупнейший нефтепровод «Дружба», в селе Новоникольское Мичуринского района значительные компрессорные, диспетчерские и наливные мощности трубопроводов системы Транснефть и Транснефтепродукт.
В области электроэнергетики (линии электропередач) можно выделить ответвление от основной магистрали «Волгоградская ГЭС—Москва» на Тамбов, и линии «Тамбов — Пенза», «Тамбов—Рязанская ГРЭС».

### Туризм
.

### Кредитные рейтинги
Рейтинговое агентство АКРА в 2017 году присвоило области кредитный рейтинг на уровне BBB+(RU), он подтверждался на этом уровне два раза в год, в 2025 был повышен до A-(RU).

## Образование
- Тамбовский государственный университет им. Г. Р. Державина.
- Тамбовский государственный технический университет.
- Мичуринский государственный аграрный университет.
- Тамбовский государственный музыкально-педагогический институт им. С.В. Рахманинова.

Тамбовская область с 1 апреля 2010 года участвует в проведении эксперимента по преподаванию курса «Основы религиозных культур и светской этики» (включает «Основы православной культуры», «Основы исламской культуры», «Основы буддийской культуры», «Основы иудейской культуры», «Основы мировых религиозных культур», и «Основы светской этики»).

## Здравоохранение
По состоянию на 1 января 2012 года в области функционируют 73 областных государственных лечебно-профилактических учреждения общей мощностью 25559 посещений в смену и общим коечным фондом — 9025 круглосуточных коек.
Структура лечебно-профилактических учреждений выглядит следующим образом.
В области работают 44 больничных учреждения. Из них 39 больниц (6 — участковых, 1 — районная, 7 городских, в том числе 1 — для оказания медицинской помощи детям, 23 — центральных районных больницы, в состав которых входят 479 ФАПов, 2 — областные больницы, в том числе 1 — для оказания медицинской помощи детям), а также 4 специализированных больницы. В их числе 1 — инфекционная; 1 — офтальмологическая; 2 — психиатрические. В области работает 1 госпиталь. Пациенты могут пройти обследование в 8 диспансерах, в том числе 1 врачебно-физкультурном; 3 кожно-венерологических; 1 онкологическом; 3 противотуберкулёзных.
В регионе работают 10 амбулаторно-поликлинических учреждений, среди которых 2 учреждения специализируются на оказании медицинской помощи детям.
Также функционируют 3 станции скорой медицинской помощи и переливания крови. Квалифицированную помощь самым маленьким тамбовчанам оказывают в специализированном доме ребёнка.
В структуре лечебно-профилактических учреждений области действуют 3 санатория, 2 из которых профилируются на оказании реабилитационной помощи детям.
Кроме того, медицинская помощь населению области оказывается в 204 негосударственных медицинских организациях и частных кабинетах.

## Спорт
В Тамбовской области действуют 35 спортивных школ. Организованно занимаются спортом 232 тысячи человек. Самым массовым видом спорта является футбол — около 15 тысяч занимающихся. Популярностью пользуются волейбол (более 10 тысяч занимающихся), легкая атлетика (около 9,5 тысяч), лыжные гонки (около 8,5 тысяч), баскетбол (более 7,5 тысяч), настольный теннис (около 6,5 тысяч), дзюдо, рыболовный спорт и спортивная аэробика (в каждом — более 3 тысяч человек).
Приоритетными видами спорта для развития в регионе являются легкая атлетика, конькобежный спорт (шорт-трек), футбол и греко-римская борьба.
На территории Тамбовской области действуют 19 стадионов, а также около 2,5 тысяч плоскостных сооружений. В числе последних 445 футбольных полей, 560 спортивных залов, 2 дворца спорта, 2 манежа, 29 плавательных бассейнов, 27 лыжных баз, 68 спортсооружений для стрелковых видов спорта. 
Главный футбольный клуб региона на 2025 год — воссозданный в 2023 году - ФК Спартак Тамбов 

## СМИ
Ниже представлен список газет Тамбовской области.
- Областная общественно-политическая газета «Тамбовская жизнь».
- Областная общественно-политическая газета «Тамбовский курьер».
- Областная общественно-церковная газета «Колокольный звон».
- Городская общественно-политическая газета «Наш город Тамбов».
- ОАО «Издательский дом „Мичуринск“».
- Областная газета «Тамбовский меридиан».
- Областная газета «Житьё-бытьё. Тамбовский выпуск».
- Журнал «Регион 68».
- Еженедельник «Московский комсомолец в Тамбове».
- Еженедельник «Аргументы и факты. Тамбов».
- ТОП68 — Тамбовский областной портал. Информационно-новостной сайт СМИ Тамбовской области.
- Тамбовская городская газета «Город на Цне».
- Тамбовская областная школьная газета «Ровесник».